# Palm Deira
Palm Deira (arabiska: نخلة ديرة, Nakhlat Dayra) är en konstgjord ö utanför stadsdelen Deira i Dubai, Förenade Arabemiraten. När den färdigställs beräknas den bli 12,5 km lång och 7 kilometer bred. Den är en del av en konstgjord ögrupp, där de övriga öarna heter Palm Jumeirah och Palm Jebel Ali. Landmassan började byggas år 2004, men fick inte fart förrän 2007. Ön är mycket större än de andra öprojekten i Dubai och kan därför ta mycket längre tid att färdigställa. Bilderna från Nakheel på den färdigställda ön visar också att Palm Deira kommer att gå i samma riktning som Palm Jebel Ali med kontorsskyskrapor. Palm Deira är dock oerhört mycket extremare. 1,5 miljoner människor beräknas bo och arbeta på Palm Deira och bilderna visar ett antal 300m+ skyskrapor.
En konservativ uppskattning om hur mycket hela Palm Deira kommer kosta skulle kunna vara 50-100 miljarder dollar. I samband med den global finanskrisen presenterades en ny design i november 2008 som ytterligare reducerade projektets omfattning och sedan dess är projektet vilande.